# Neuville-sous-Montreuil
Neuville-sous-Montreuil là một xã trong tỉnh Pas-de-Calais, vùng Hauts-de-France, Pháp.

## Địa lý
Neuville-sous-Montreuil is a suburb về phía đông Montreuil-sur-Mer, trên đường D113, gần đường N1.

## Dân số
| 1962                                                              | 1968 | 1975 | 1982 | 1990 | 1999 | 2006 |
| ----------------------------------------------------------------- | ---- | ---- | ---- | ---- | ---- | ---- |
| 1086                                                              | 1096 | 1290 | 1123 | 984  | 739  | 703  |
| Số liệu điều tra dân số tính từ năm 1962, dân số chỉ tính một lần |      |      |      |      |      |      |